# Cmentarz Miłostowo
Cmentarz komunalny nr 1 Miłostowo w Poznaniu – największy pod względem powierzchni (drugi po Cmentarzu Junikowo pod względem liczby pochowanych osób) cmentarz w Poznaniu, znajdujący się we wschodniej części miasta – na Miłostowie, w obrębie osiedla samorządowego Warszawskie-Pomet-Maltańskie, niedaleko drogi krajowej nr 92, między ulicami Warszawską i Gnieźnieńską.

## Położenie
Cmentarz znajduje się w rozwidleniu torów kolejowych w kierunku Warszawy, Gniezna i Inowrocławia. Położony na terenach wydmowych, leśnych i pofortecznych (Fort IIIa – Sułkowskiego, daw. Prittwitz), zajmuje powierzchnię 98,69 ha, pochowano na nim ponad 91 tysięcy osób.

## Kwatery
Znajdują się na nim kwatery żołnierzy polskich, radzieckich i niemieckich z czasów II wojny światowej, Żydów pomordowanych w czasie okupacji i macewy odzyskane ze zlikwidowanego podczas wojny cmentarza żydowskiego przy ul. Głogowskiej, szereg grobów przeniesionych po wojnie z likwidowanych nekropolii poznańskich, m.in. położonych w centrum miasta, a także kwatery ewangelicka (pole 3, kwatera PD) i prawosławna (pole 4, kwatera PD).

## Historia
Cmentarz został otwarty w 1943 i celowo był zlokalizowany przez władze okupacyjne z dala od połączeń komunikacyjnych. Budowę rozpoczęto w 1940, a od 1942 zatrudniano na niej Żydówki z pobliskich niemieckich obozów pracy, m.in. z Lager Elektro-Mühle. Np. w marcu 1943 zatrudnionych przy budowie było 430 więźniarek. Roboty budowlane prowadził Garten und Friedhofsamt (okupacyjny miejski zarząd parków i cmentarzy), a bezpośrednim wykonawcą było niemieckie przedsiębiorstwo Dipl. Ing. Hans Pracht Strassen- und Tiefbau K.G., wykorzystujące niewolniczą pracę Żydówek.
W 1993 w dawnym forcie uruchomiono nowoczesny zakład kremacji a w sąsiedztwie pierwsze w Polsce pole urnowe.

## Przyroda
Pośród roślinności przeważa sosna, brzoza, topola, olcha i krzewy, w znacznej mierze posadzone w latach 40. XX w. dla umocnienia wydm.

## Galeria

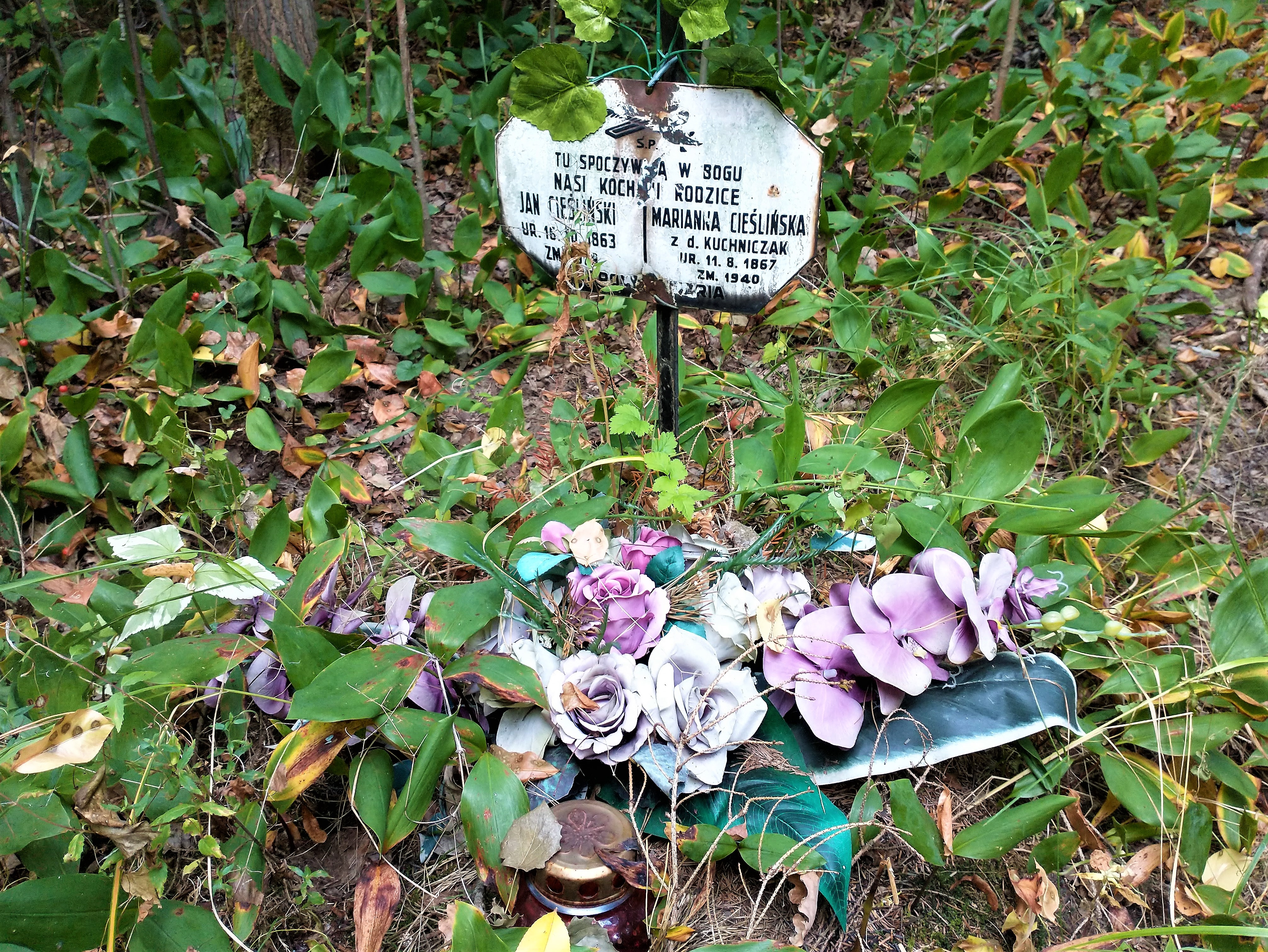
Jeden z najstarszych grobów (1940)
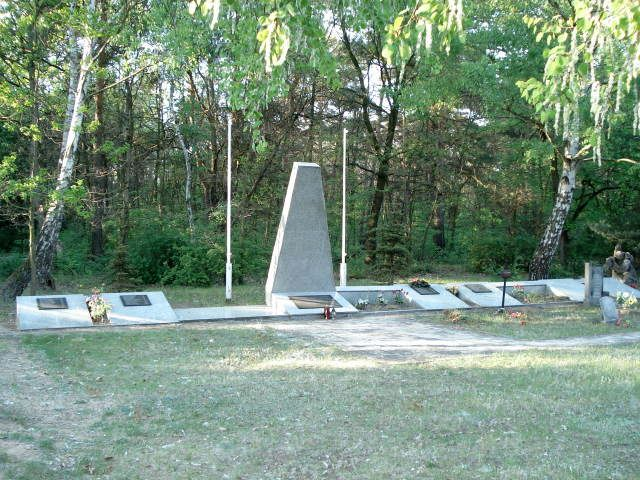
Mogiła ludności cywilnej zabitej podczas niemieckich nalotów we wrześniu 1939
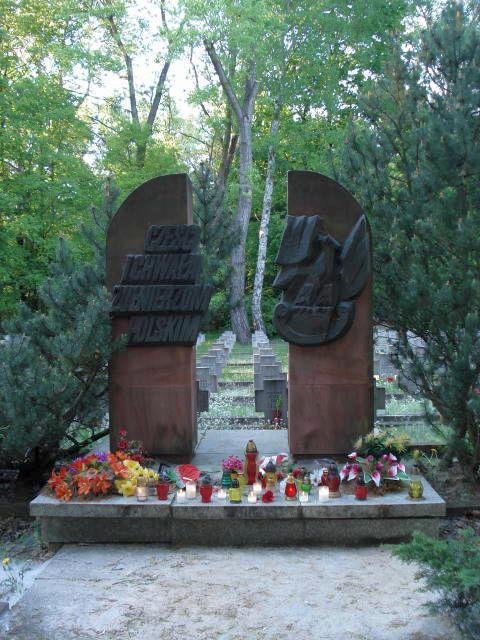
Kwatera żołnierzy Wojska Polskiego
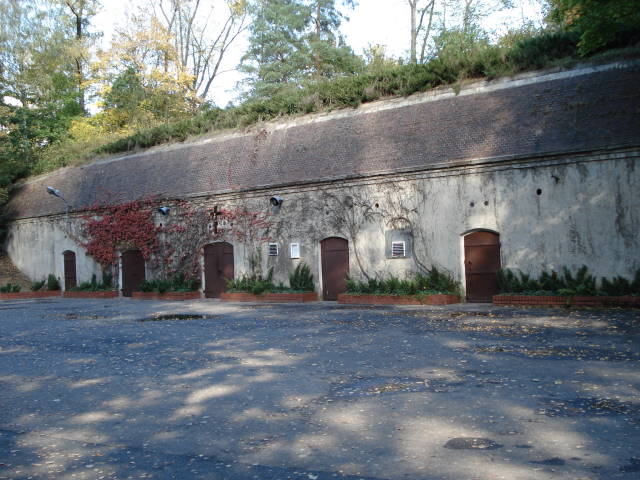
Kaplica pogrzebowa w starym schronie poligonalnym znajdująca się blisko bramy cmentarnej od strony ulicy Gnieźnieńskiej. Kaplica ta jest jedną z dwóch kaplic pogrzebowych mieszczących się na tej nekropolii. (2007)
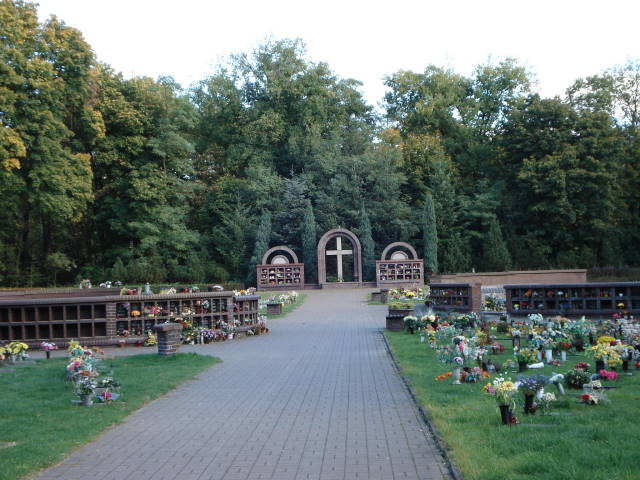
Pole urnowe
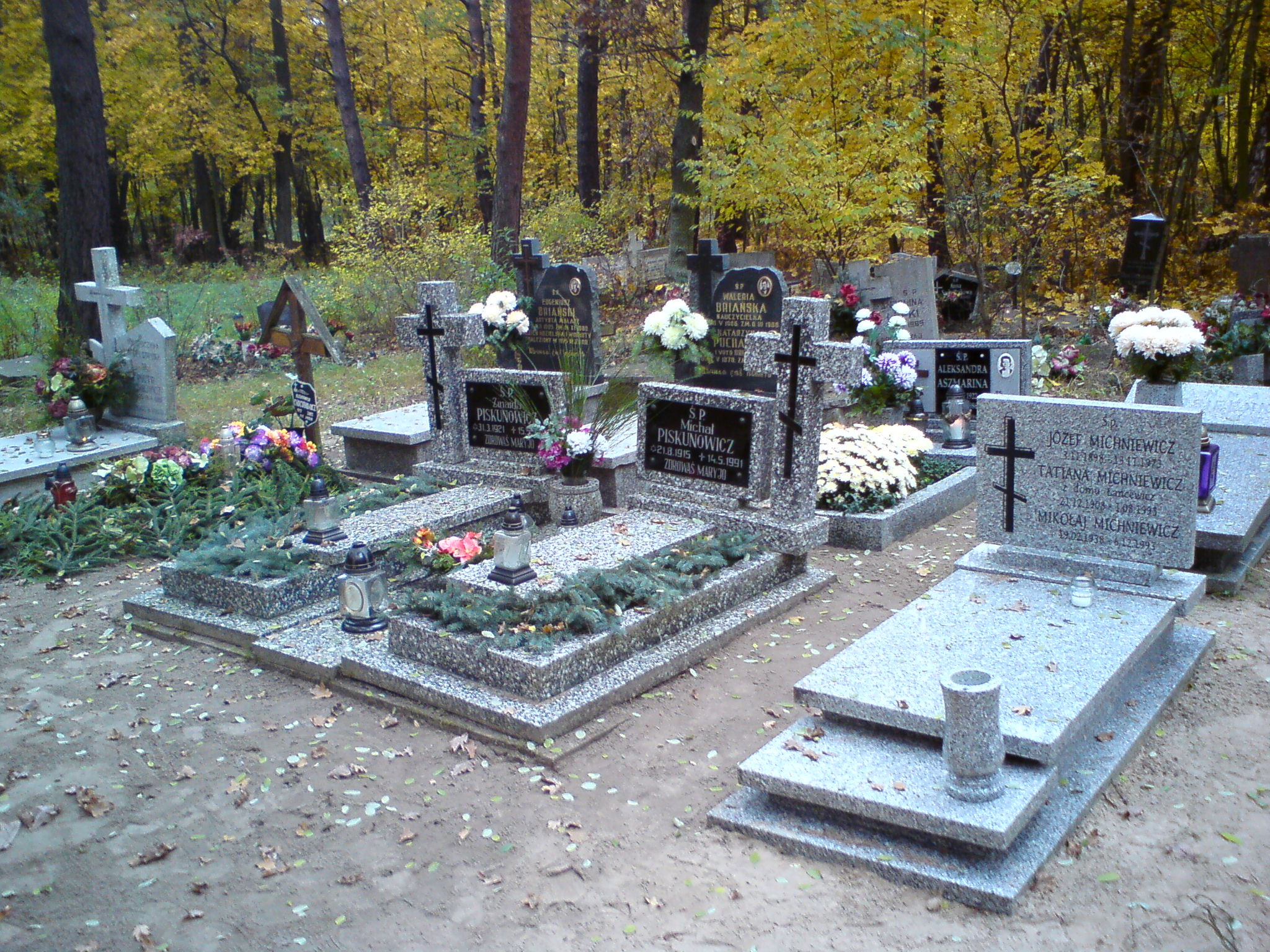
Kwatera prawosławna
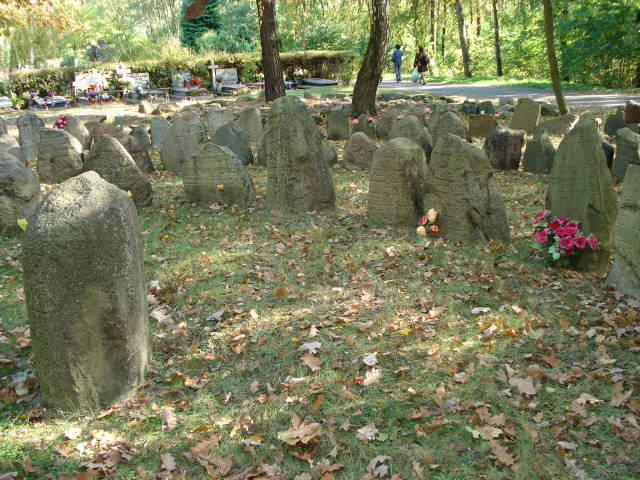
Lapidarium żydowskie